# Theristria basalis
Theristria basalis is een insect uit de familie van de Mantispidae, die tot de orde netvleugeligen (Neuroptera) behoort. 
Theristria basalis is voor het eerst wetenschappelijk beschreven door Banks in 1939.